# Wawrzeńczyce (Neder-Silezië)
Wawrzeńczyce is een plaats in het Poolse district  Wrocławski, woiwodschap Neder-Silezië. De plaats maakt deel uit van de gemeente Mietków en telt 244 inwoners.

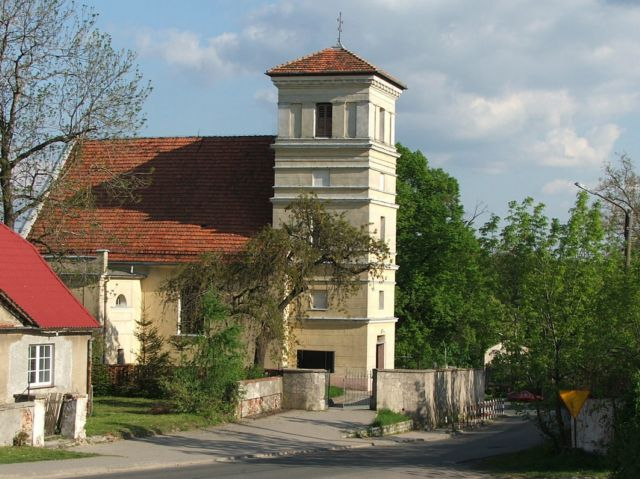
Kerk van Wawrzeńczyce
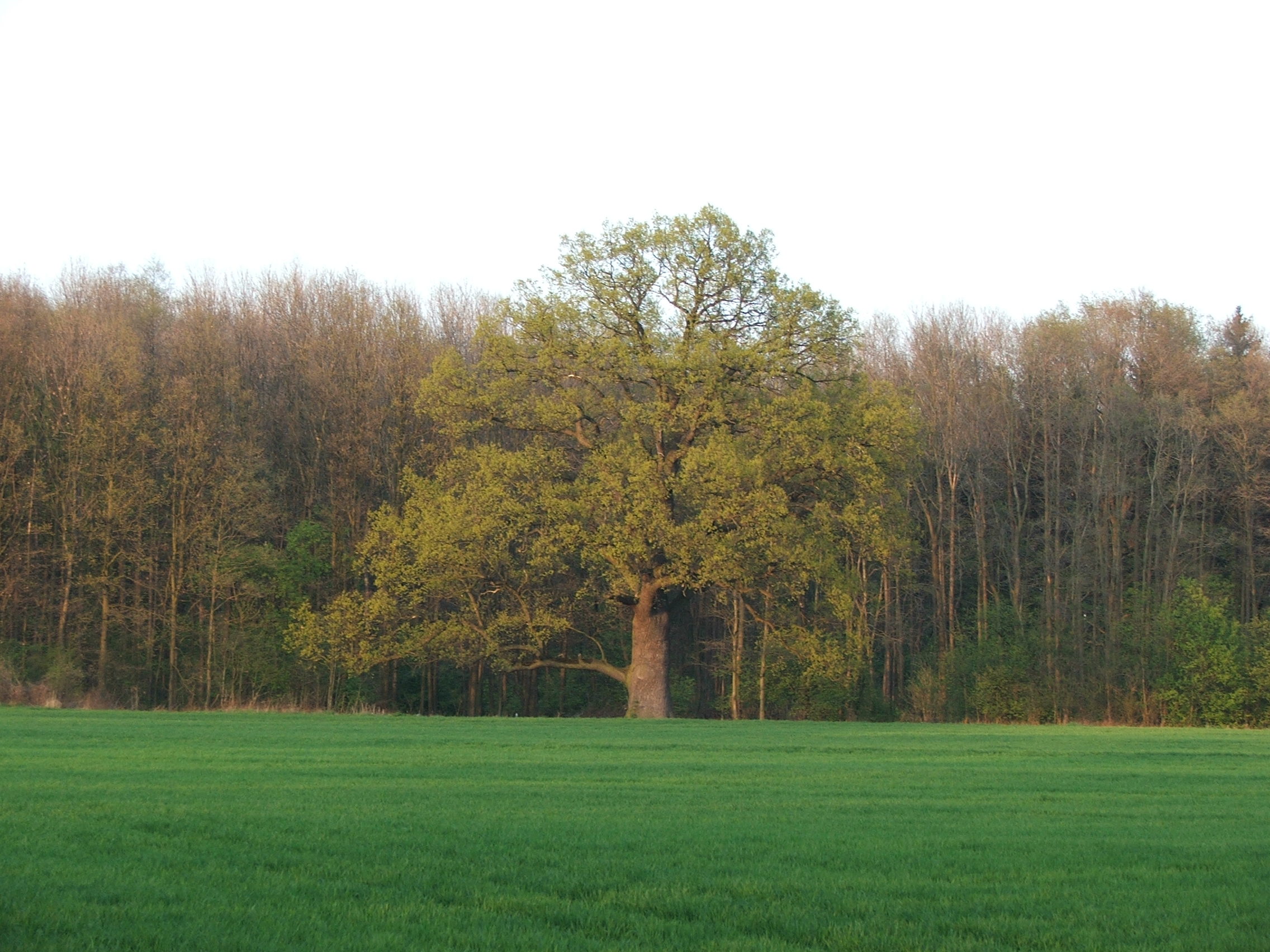
Landschap